# Marv Kellum
Marv Kellum (Topeka, Kansas; 23 de junio de 1952 - Pittsburgh, Pensilvania; 4 de febrero de 2023) fue un jugador estadounidense de fútbol americano que jugó cuatro temporadas en la posición de linebacker con dos equipos en la NFL.

## Carrera
Jugó a nivel universitario con los Wichita State Shockers y llegó a la NFL con los Pittsburgh Steelers como agente libre en 1974, equipo con el que ganó el Super Bowl IX y Super Bowl X siendo usualmente un jugador suplente aunque fue parte del primer touchdown en el Super Bowl IX.
En 1977 pasaría a los St. Louis Cardinals, equipo con el que se retiraría.

## Logros
- 2x Super Bowl: 1974 y 1975